# Jean Baltus
Pour les articles homonymes, voir Jean Baltus (peintre) et Baltus.
 (novembre 2022).
Si vous disposez d'ouvrages ou d'articles de référence ou si vous connaissez des sites web de qualité traitant du thème abordé ici, merci de compléter l'article en donnant les références utiles à sa vérifiabilité et en les liant à la section « Notes et références ».
Le DrJean Hubert Alphonse Joseph Baltus, né à Montzen, le 18 juin 1903 et décédé à Eupen le 9 janvier 1996 fut un médecin et homme politique belge catholique.
Il fut sénateur coopté  de 1946 à 1950. Il s'attela particulièrement à la réhabilitation de la population germanophone des cantons de l'est, ayant été entrainée de force dans le régime allemand du troisième Reich. Son discours au Sénat est resté gravé dans l'histoire des cantons germanophones de Belgique. 

## Généalogie
- Il est fils de Jean Hubert Alphonse (1879-1954) et Marie-Louise Vanderheyden (1874-1946).
- Il épousa en 1930 Köttgen Maria Elisabeth (1905-1966);
  - Ils eurent 5 enfants: Alphonse (1938-1968), José, Marlyse, Paul,  Trudy.

## Sources
- Bio sur ODIS